# Škoda TV – 14Tr
Škoda TV – 14Tr – skład dwóch sprzężonych trolejbusów Škoda 14Tr, skonstruowany w połowie lat 80. XX wieku w firmie Škoda Ostrov. Wyprodukowano jeden prototyp w 1985 r., który przeszedł kilka testów. Projekt został jednak zarzucony w 1987 r.

## Historia
W Związku Radzieckim od lat 60. XX wieku zaczęto stosować tzw. szczepki (z rosyjskiego сцепка, skład lub połączenie), aby obsłużyć rosnącą liczbę pasażerów – składy o dużej pojemności, zestawione z dwóch połączonych trolejbusów, którymi sterował kierowca przedniego trolejbusu. W 1968 r. w ten sposób połączono w Kijowie pierwsze dwa trolejbusy Škoda 9Tr, a następnie na przestrzeni lat w całym ZSRR zbudowano około 500 zestawów trolejbusów 9Tr. Projekt Škody Ostrov pod oznaczeniem 12Tr nie został wdrożony do produkcji; radzieccy przewoźnicy na własną rękę modyfikowali zwykłe trolejbusy 9Tr i łączyli je w zestawy. Z uwagi na niezadowalające dotychczasowe rozwiązanie techniczne zestawów 2×9Tr, w 1979 r. kijowska spółka transportowa zwróciła się do Škody Ostrov z prośbą o opracowanie nowego typu szczepki. Škoda Ostrov stopniowo zaczęła pracować nad tym projektem, wykorzystując nowy model trolejbusu Škoda 14Tr, który planowano wprowadzić do produkcji seryjnej. W 1980 r. toczyła się dyskusja na temat wykorzystania składów trolejbusowych w czechosłowackich systemach trolejbusowych. Większość opinii na ten temat była negatywna, gdyż wolano wprowadzić do ruchu pojazdy przegubowe (zaprojektowano w tymzasie przegubowy typ 15Tr), ale na przykład Dopravný podnik Bratislava stwierdził, że niektóre z planowanych przez niego linii trolejbusowych mogo być obsługiwanych składami trolejbusów. Wniosek z listopada 1980 r. był jednak jasny: projekt zestawu trolejbusowego (nazwa stopniowo ustabilizowała się na oznaczeniu „trolleybusový vlak Škoda TV – 14Tr”) miał być przeznaczony wyłącznie dla klientów zagranicznych.
Zgodnie z planem z lutego 1981, do marca 1983 miały zostać wyprodukowane i przetestowane dwa prototypowe zestawy trolejbusowe, a seryjna produkcja tych zestawów miała rozpocząć się na początku 1984 r. Wystąpiły jednak różne opóźnienia, terminy zostały przesunięte, a liczba prototypów została zredukowana do jednego składu, który miał zostać ukończony w listopadzie 1985. Kolejne opóźnienie nastąpiło z powodu wyposażenia elektrycznego zestawu. Pierwotnie zostało ono zaprojektowane przez Elektrotechnicką továrnię w Pilznie (ETD; część koncernu Škoda). Podzespoły zostały już wyprodukowane i przygotowane do montażu w pojazdach, ale w listopadzie 1985 kierownictwo Škoda Ostrov podjęło decyzję, że zamiast tego konkretnego wyposażenia zostanie zastosowane zmodyfikowane wyposażenie stworzone dla przegubowych trolejbusów 15Tr.
Prototypowy skład złożony się z dwóch zmodyfikowanych trolejbusów 14Tr ukończono w styczniu 1986. Następnie przeprowadzono różne testy, zarówno bezpośrednio w zakładach Škoda Ostrov, na trasie testowej do Jáchymova, jak i bezpośrednio na ostrovskim rynku. W dniach 23 i 24 czerwca 1986 r. zestaw testowano bez pasażerów na sieci trolejbusowej w Hradcu Králové. Następnie powrócił do Škoda Ostrov, gdzie nastąpiły dalsze testy. Jesienią skład trolejbusowy przetransportowano do Kijowa, gdzie trolejbusy oznaczono numerami P-01 i P-02 (ukr. П-01 i П-02). Lokalne testy rozpoczęły się 14 października i były przeprowadzane tylko na terenie zajezdni nr 2. Zestaw TV-14Tr miał być testowany na kijowskich liniach trolejbusowych, ale na wyjazd składu z zajezdni nie zezwolił GAI, organ Ministerstwa Spraw Wewnętrznych, oficjalnie ze względu na długość całego zestawu (był on tylko o 89 cm dłuższy od normalnie eksploatowanych tam zestawów 2×9Tr) i ze względu na odchylenie drugiego wagonu przy skręcaniu. Mimo to kilkakrotnie w grudniu zestaw wyjechał bez zezwolenia na ulice Kijowa, ale testy przedwcześnie zakończono 14 grudnia 1986 r. W tym czasie kijowski przewoźnik zakupił już rumuńskie przegubowe trolejbusy DAC i stracił zainteresowanie projektem składu trolejbusowego. Trolejbusy P-01 i P-02, które od grudnia 1986 stały w zajezdni, zostały przetransportowane z powrotem do Czechosłowacji we wrześniu 1987 r. Podczas wszystkich testów zestaw przejechał 1128 km bez żadnych poważniejszych usterek.
W 1987 roku projektanci myśleli o ewentualnym wykorzystaniu szczepek na planowanej linii międzymiastowej z Czeskich Budziejowic do planowanej elektrowni jądrowej w Temelínie i do Tynu nad Wełtawą, ale jej realizacja została zawieszona w 1985 r. Rozwój składu trolejbusowego TV-14Tr definitywnie zakończono pod koniec 1987 r. Dwa wyprodukowane trolejbusy z zestawu prototypowego (lub ich części) miały zostać użyte do budowy prototypów trolejbusów 16Tr (zmodernizowanej wersji 14Tr) i 14Tr-S (szczegóły tego projektu nie są znane), ale tak się nie stało. Stały w fabryce Škoda Ostrov aż do ostatecznej sprzedaży w 1989 r. Dopravnímu podnikowi města Hradce Králové, który rozmontował je i wykorzystał jako źródło części zamiennych.

## Konstrukcja
Skład trolejbusowy TV-14Tr składał się z dwóch zmodyfikowanych dwuosiowych, trzydrzwiowych trolejbusów Škoda 14Tr, którymi sterował kierowca przedniego pojazdu. Podczas jazdy składu wykorzystywano tylko pantografy tylnego trolejbusu. W razie potrzeby skład można było rozłączyć, a pierwszy trolejbus mógł być używany jako solowy, z kolei tylny trolejbus miał tylko ograniczoną możliwość jazdy awaryjnej. Zastosowano zmodyfikowane wyposażenie elektryczne z przegubowego modelu 15Tr, różnice w stosunku do niego polegały na przykład na innym rozwiązaniu hamowania składu, okablowaniu i sterowaniu obwodami pomocniczymi. Wyposażenie obu pojazdów w zestawie różniło się również nieco w części elektrycznej, w tylnym trolejbusie brakowało również innego wyposażenia, takiego jak wycieraczki, spryskiwacz, wspomaganie kierownicy, ogrzewanie w kabinie kierowcy itp. Oba trolejbusy były wyposażone w szeregowy silnik trakcyjny Škoda 6 Al 2943 rN o mocy 100 kW z tyrystorową regulacją mocy. Pojazdy połączone były sprzęgiem i przewodami 600 V i 24 V oraz przewodami powietrznymi.
Pierwotnie proponowane wyposażenie elektryczne trolejbusu ETD miało umożliwiać częściową rekuperację energii elektrycznej podczas hamowania oraz zapewniać możliwość ograniczonej, autonomicznej jazdy przy zasilaniu akumulatorowym. Jednakże ze względu na problemy techniczne i brak unifikacji z wyposażeniem trolejbusów 14Tr i 15Tr, rozwiązanie to zostało odrzucone.